# Hilton Leão da Silva

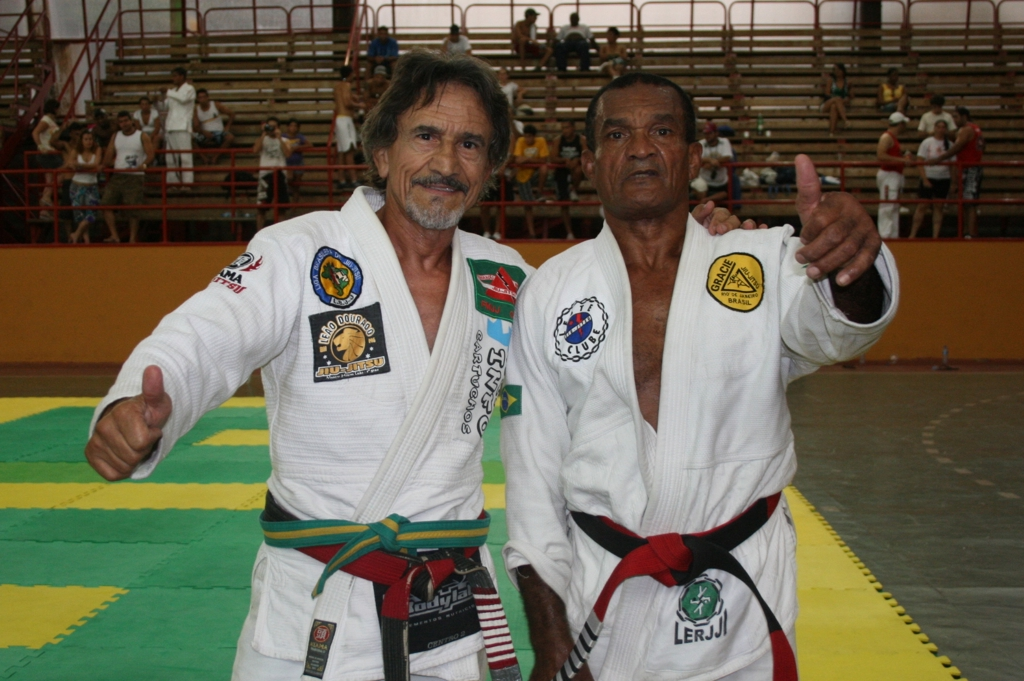
Hilton Leão e Célio Caneca durante a 20.ª edição do Campeonato Brasileiro Interclubes de Jiu-Jitsu, 2009.

Hilton Leão da Silva (Bonfim, 11 de abril de 1946) é um lutador e mestre de jiu-jitsu brasileiro (faixa vermelha 10º grau). É o atual presidente da Liga Brasileira de Jiu-Jitsu e fez parte do Conselho Arbitral e Superior da Federação Mineira de Jiu-Jitsu.
Filho de Olmira Maria de Jesus e Mario da Silva, tem quatro irmãos: Mario Lucio (6º dan de judô), Valter (3º dan de judô), Odete D'Arc e Amélia. Tem quatro filhos: Flavia, Luciana (faixa preta), Danielle (faixa preta 3º grau de jiu-jitsu) e Hilton Leão.
Em meados de 1970, passou a dar aulas no porão da Igreja São Francisco, no bairro Carlos Prates de Belo Horizonte, fundando então a equipe Leão Dourado. Nessa época, por não existir entidades regulamentadoras do esporte, não ostentava a faixa preta.
Em 1975, quando chamado para participar de um torneio para a fundação da Federação Mineira de Jiu-Jitsu, obteve seu maior título: o de Campeão Absoluto de Vale-tudo. Foram cinco lutas e cinco vitórias, competindo com vários campeões de outras artes marciais e tendo como árbitro destas lutas o Grande Mestre Hélio Gracie, que veio especialmente do Rio de Janeiro para o evento.
No mesmo ano, conquistou a faixa preta de jiu-jítsu e colaborou para a fundação da Federação Mineira de Jiu-Jitsu, sendo o registro de número 003 na entidade.
Nos anos de 79 e 80, foi eleito Técnico do Ano pelo Jornal Diário da Tarde e agraciado com o troféu “Melhores do Esporte”.
Em 1995 foi eleito presidente da Liga Brasileira de Jiu-Jitsu, mas somente assumiu o cargo definitivamente no ano de 1997, presidindo até os dias de hoje.
Em 2008 recebeu seu oitavo grau, das mãos do Presidente da Federação Mineira de Jiu-Jitsu, Adair Alves de Almeida. Ambos são hoje, os mestres de maior graduação nesse esporte, em Minas Gerais.
Em julho de 2008, Hilton Leão demonstrou vigor ao enfrentar Célio Caneca no campeonato Internacional Master & Senior, organizado pela IBJJF. Os dois mestres se enfrentam nos tatames desde 1984.
Em abril de 2009, durante a XII Copa Leão Dourado de Jiu-Jitsu, recebeu das mãos do vereador Divino Pereira, homenagem da Câmara Municipal de Belo Horizonte pelos 50 anos dedicados ao jiu-jitsu.

## Títulos
- Seis vezes campeão do Campeonato Internacional de Masters e Sêniors de Jiu-Jitsu|Internacional de Masters e Sêniors pela IBJJF (1999, 2000, 2003, 2004, 2005, 2006)[6]